# Reprezentacja Korei Północnej U-20 w piłce nożnej kobiet
Reprezentacja Korei Północnej U-20 w piłce nożnej kobiet – kobieca piłkarska reprezentacja Korei Północnej do lat 20. Największym sukcesem reprezentacji jest zdobycie złota na mistrzostwach świata w 2006 i 2016 oraz mistrzostwach Azji w 2007 i 2024 roku.

## Udział w turniejach międzynarodowych

### Mistrzostwa Świata
Koreańskiej drużynie
| Rok   | Runda                   | M                       | W                       | R                       | P                       | GZ                      | GS                      |
| ----- | ----------------------- | ----------------------- | ----------------------- | ----------------------- | ----------------------- | ----------------------- | ----------------------- |
| 2002  | Nie zakwalifikowała się | Nie zakwalifikowała się | Nie zakwalifikowała się | Nie zakwalifikowała się | Nie zakwalifikowała się | Nie zakwalifikowała się | Nie zakwalifikowała się |
| 2004  | Nie zakwalifikowała się | Nie zakwalifikowała się | Nie zakwalifikowała się | Nie zakwalifikowała się | Nie zakwalifikowała się | Nie zakwalifikowała się | Nie zakwalifikowała się |
| 2006  | I miejsce               | 6                       | 6                       | 0                       | 0                       | 18                      | 1                       |
| 2008  | II miejsce              | 6                       | 4                       | 0                       | 2                       | 15                      | 10                      |
| 2010  | Ćwierćfinał             | 4                       | 2                       | 0                       | 2                       | 5                       | 6                       |
| 2012  | Ćwierćfinał             | 4                       | 3                       | 0                       | 1                       | 16                      | 5                       |
| 2014  | IV miejsce              | 6                       | 2                       | 1                       | 3                       | 10                      | 12                      |
| 2016  | I miejsce               | 6                       | 6                       | 0                       | 0                       | 21                      | 7                       |
| 2018  | Ćwierćfinał             | 4                       | 2                       | 0                       | 2                       | 5                       | 6                       |
| 2022  | Zdyskwalifikowana       | Zdyskwalifikowana       | Zdyskwalifikowana       | Zdyskwalifikowana       | Zdyskwalifikowana       | Zdyskwalifikowana       | Zdyskwalifikowana       |
| 2024  | Awans                   | Awans                   | Awans                   | Awans                   | Awans                   | Awans                   | Awans                   |
| Razem | 8/11                    | 36                      | 25                      | 1                       | 10                      | 90                      | 47                      |

### Mistrzostwa Azji
| Rok   | Runda       | M  | W  | R | P | GZ  | GS |
| ----- | ----------- | -- | -- | - | - | --- | -- |
| 2002  | IV miejsce  | 5  | 3  | 1 | 1 | 20  | 5  |
| 2004  | III miejsce | 6  | 5  | 1 | 0 | 51  | 1  |
| 2006  | II miejsce  | 5  | 3  | 0 | 2 | 20  | 7  |
| 2007  | I miejsce   | 5  | 5  | 0 | 0 | 13  | 3  |
| 2009  | III miejsce | 5  | 4  | 0 | 1 | 14  | 1  |
| 2011  | II miejsce  | 5  | 4  | 0 | 1 | 13  | 3  |
| 2013  | II miejsce  | 5  | 3  | 1 | 1 | 10  | 4  |
| 2015  | II miejsce  | 5  | 4  | 1 | 0 | 17  | 0  |
| 2017  | II miejsce  | 5  | 4  | 0 | 1 | 16  | 1  |
| 2019  | II miejsce  | 5  | 4  | 0 | 1 | 15  | 5  |
| 2024  | I miejsce   | 5  | 4  | 1 | 0 | 13  | 2  |
| Razem | 11/11       | 56 | 43 | 5 | 8 | 202 | 32 |

## Aktualny skład
Aktualny skład drużyny można przeglądać na stronie soccerdonna.de.